# Kabinet-Buchanan
Het kabinet-Buchanan was de uitvoerende macht van de Amerikaanse overheid van 4 maart 1857 tot 4 maart 1861. Voormalig ambassadeur James Buchanan uit Pennsylvania werd gekozen als de 15e president van de Verenigde Staten na het winnen van de presidentsverkiezingen van 1856 over de kandidaat van de Republikeinse Partij voormalig Senator voor Californië John Charles Frémont en de kandidaat van de "American Party" voormalig president Millard Fillmore uit New York.
| Nr.     | Functie                               | Ambtsbekleder     | Ambtsbekleder                 | Ambtstermijn     | Ambtstermijn     | Partij |
| ------- | ------------------------------------- | ----------------- | ----------------------------- | ---------------- | ---------------- | ------ |
| 15      | President van de Verenigde Staten     | James Buchanan    | James Buchanan (1791–1868)    | 4 maart 1857     | 4 maart 1861     | D      |
| 14      | Vicepresident van de Verenigde Staten | John Breckinridge | John Breckinridge (1821–1875) | 4 maart 1857     | 4 maart 1861     | D      |
| Kabinet |                                       |                   |                               |                  |                  |        |
| Nr.     | Functie                               | Ambtsbekleder     | Ambtsbekleder                 | Ambtstermijn     | Ambtstermijn     | Partij |
| 21      | Minister van Buitenlandse Zaken       | William Marcy     | William Marcy (1786–1857)     | 8 maart 1853     | 6 maart 1857     | D      |
| 22      | Minister van Buitenlandse Zaken       | Lewis Cass        | Lewis Cass (1782–1866)        | 6 maart 1857     | 14 december 1860 | D      |
| [ 3 ]   | Minister van Buitenlandse Zaken       | William Hunter    | William Hunter (1805–1886)    | 14 december 1860 | 16 december 1860 | O      |
| 23      | Minister van Buitenlandse Zaken       | Jeremiah Black    | Jeremiah Black (1810–1883)    | 16 december 1860 | 4 maart 1861     | D      |
| 22      | Minister van Financiën                | Howell Cobb       | Howell Cobb (1815–1868)       | 4 maart 1857     | 12 december 1860 | D      |
| 23      | Minister van Financiën                | Philip Thomas     | Philip Thomas (1810–1890)     | 12 december 1860 | 15 januari 1861  | D      |
| 24      | Minister van Financiën                | John Adams Dix    | John Adams Dix (1798–1879)    | 15 januari 1861  | 4 maart 1861     | D      |
| 24      | Minister van Oorlog                   | John Floyd        | John Floyd (1806–1863)        | 4 maart 1857     | 29 december 1860 | D      |
|         | Minister van Oorlog                   | Vacant            |                               |                  |                  |        |
| 25      | Minister van Oorlog                   | Joseph Holt       | Joseph Holt (1807–1894)       | 18 januari 1861  | 4 maart 1861     | R      |
| 23      | Minister van de Marine                | Isaac Toucey      | Isaac Toucey (1792–1869)      | 4 maart 1857     | 4 maart 1861     | D      |
| 24      | Minister van Justitie                 | Jeremiah Black    | Jeremiah Black (1810–1883)    | 4 maart 1857     | 16 december 1860 | D      |
|         | Minister van Justitie                 | Vacant            |                               |                  |                  |        |
| 25      | Minister van Justitie                 | Edwin Stanton     | Edwin Stanton (1814–1869)     | 20 december 1860 | 4 maart 1861     | D      |
| 5       | Minister van Binnenlandse Zaken       | Jacob Thompson    | Jacob Thompson (1810–1885)    | 4 maart 1857     | 8 januari 1861   | D      |
|         | Minister van Binnenlandse Zaken       | Vacant            |                               |                  |                  |        |
| 17      | Minister van Posterijen               | Aaron Brown       | Aaron Brown (1795–1859)       | 4 maart 1857     | 8 maart 1859     | D      |
| 18      | Minister van Posterijen               | Joseph Holt       | Joseph Holt (1807–1894)       | 8 maart 1859     | 18 januari 1861  | R      |
|         | Minister van Posterijen               | Vacant            |                               |                  |                  |        |
| 19      | Minister van Posterijen               | Horatio King      | Horatio King (1811–1897)      | 12 februari 1861 | 4 maart 1861     | D      |

Washington ·
J. Adams ·
Jefferson ·
Madison ·
Monroe ·
J.Q. Adams ·
Jackson ·
Van Buren ·
W.H. Harrison ·
Tyler ·
Polk ·
Taylor ·
Fillmore ·
Pierce ·
Buchanan ·
Lincoln ·
A. Johnson ·
Grant ·
Hayes ·
Garfield ·
Arthur ·
Cleveland I ·
B. Harrison ·
Cleveland II ·
McKinley ·
T. Roosevelt ·
Taft ·
Wilson ·
Harding ·
Coolidge ·
Hoover ·
F.D. Roosevelt ·
Truman ·
Eisenhower ·
Kennedy ·
L.B. Johnson ·
Nixon ·
Ford ·
Carter ·
Reagan ·
G.H.W. Bush ·
Clinton ·
G.W. Bush ·
Obama ·
Trump I ·
Biden ·
Trump II